# Valeria Fedrighi

a Compétitions nationales et continentales officielles uniquement.

b Matchs officiels uniquement.
Valeria Fedrighi, née le 5 septembre 1992 à Negrar (Italie), est une joueuse internationale italienne de rugby à XV évoluant au poste de deuxième ligne. Elle joue au Rugby Colorno.

## Biographie
Valeria Fedrighi commence le sport par le volley-ball. Elle ne vient au rugby à sept qu'à 19 ans, avec le club de Vérone.[réf. nécessaire]
En 2016, âgée de 24 ans, elle essaie le rugby à XV avec le Rugby Riviera : elle est très vite repérée et après quelques mois de pratique, elle dispute le Tournoi des Six Nations 2017 avec l'équipe d'Italie. Avec seulement trois sélections à son actif, elle est retenue pour jouer la Coupe du Monde 2017. Elle est remarquée par le club anglais des Saracens qui la recrutent immédiatement. Elle y joue une saison et remporte un Championnat d'Angleterre.
La saison suivante, elle s'engage en France au Stade toulousain avec lequel elle devient championne de France en 2022[réf. nécessaire].
Elle participe à la Coupe du monde 2021.[réf. nécessaire]
En août 2023, elle est convoquée pour disputer la première édition du WXV dont elle dispute les 3trois rencontres.
En décembre 2023, elle est appelée pour jouer avec la toute nouvelle sélection des Zebre, qui dispute deux rencontres contre Valence et Sitges en janvier et février 2024. En mars, elle fait partie des joueuses mises sous contrat par la fédération italienne.

## Palmarès
- Vainqueur du Championnat d'Angleterre en 2018.
- Vainqueur du Championnat de France en 2022.